# Contea di Sangamon
La contea di Sangamon (in inglese Sangamon County) è una contea dello Stato dell'Illinois, negli Stati Uniti. La popolazione al censimento del 2000 era di 188 951 abitanti. Il capoluogo di contea è Springfield.